# Венера і Марс (Боттічеллі)
«Венера і Марс» (англ. Venere e Marte) — одна з небагатьох міфологічних картин Сандро Боттічеллі, італійського маляра флорентійської школи. Твір створено 1485 року. 1869 року віднайшлась у приватній колекції Александра Беркера, який згодом передав картину до Музею Саут Кенінгтон (нині Музей Вікторії та Альберта). 1874 року «Венера і Марс» потрапила до колекції Національної галереї (Лондон).

## Тематика
Картина зображає богиню кохання Венеру та бога війни Марса по любощах. Вичерпаний коханням бог впадає у дрімоту, а сатири граються його зброєю. Найімовірніше картину створено задля оздоблення шлюбної кімнати. Художник зобразив Венеру у вбранні своєї епохи. Водночас її зачіска, біжутерія і зброя Марса походить з часів, в яких жив митець. Еротичне забарвлення сцени зміцнюють обличчя сатирів з виразно хтивими гримасами. Картина має два послання, перше дуже помітне, говорить про кохання, яке вичерпує чоловіка, але додає сили жінці. Друге ж послання, дуже приховане, окреслене як Omnia vincit Amor («Кохання все переможе») і символізує кохання у подружньому житті.

## Символіка
Контраст алегорії кохання і війни широко висвітлений гуманістами, зокрема у творчості Лоренцо Медічі та філософських роздумах Джованні Піко делла Мірандола, дослідника гармонії суперечностей. Сцена з сатирами могла бути наслідуванням грецького поета Лукіана, який описав класичний образ Александра Македонського і перської княжни Роксани. Лукіан писав про купідонів, що граються зброєю Александра, яких Боттічеллі заступив сатирами, що мали символізувати хтивість.
Праворуч біля голови Марса гудуть оси, які виступали як каламбурний герб родини Веспуччі (vespa італійською означає оса), а Ботічеллі часто працював на замовлення родини Веспуччі. Водночас оси можуть символізувати «жалення» кохання.